# 桁橋

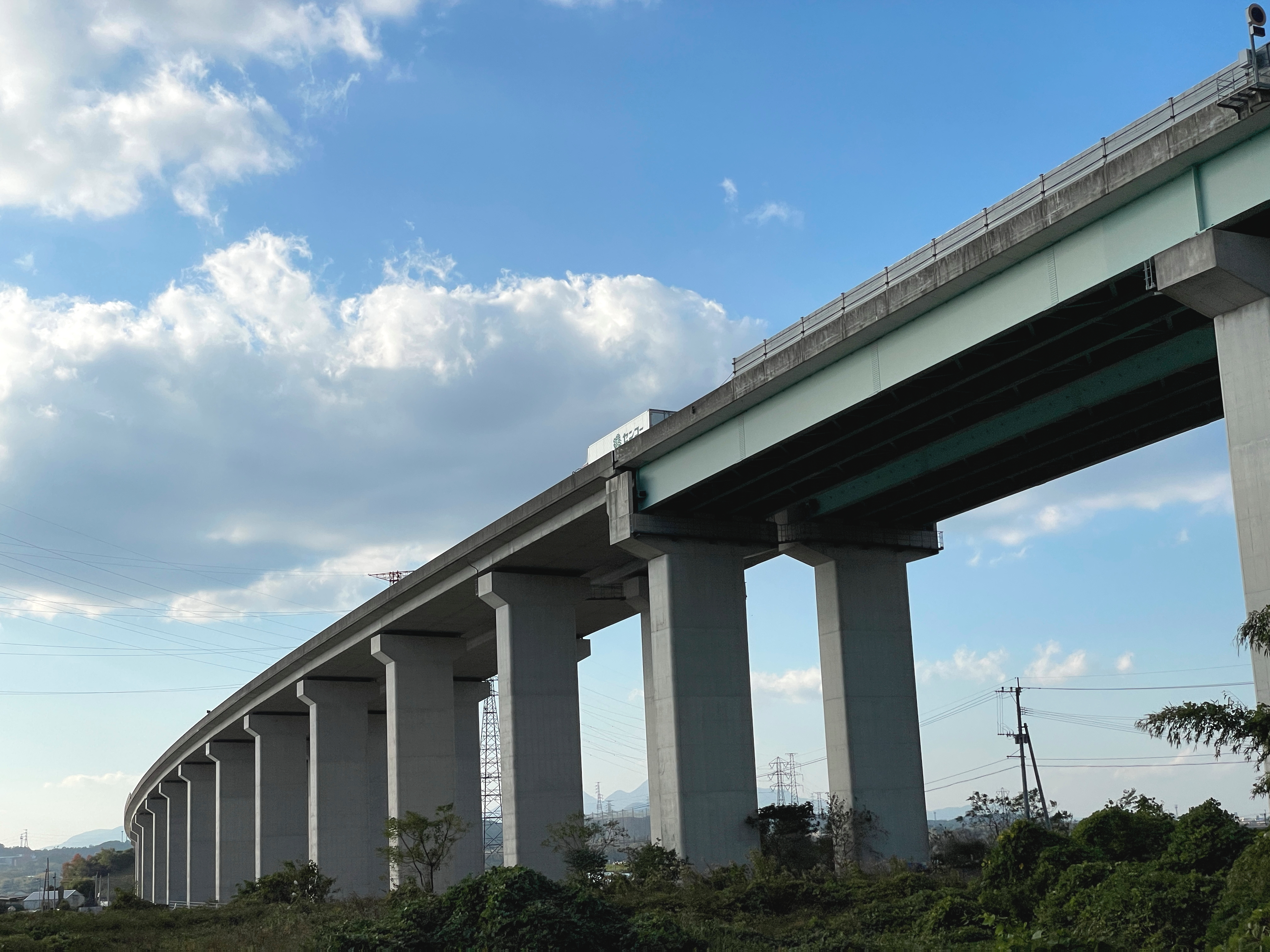
連続桁橋（手前側は鋼桁、奥はコンクリート桁橋）

桁橋（けたばし、けたきょう）とは、横にかけた橋桁によって橋面を支える方式で作られた橋のことである。橋を支えるためにアーチなどの特別な構造体を用いない橋であり、橋の途中に橋脚を設ける場合と設けない場合がある。英語の Girder bridge からガーダー橋とも言い、日本語の「ガード」はこれに由来する。また、日本で古くから広く親しまれてきた丸太橋も桁橋の一種としてみてもよい。

## 構造
桁橋は両端を橋脚が支える水平部材で構成されている。桁の重量に桁上を移動する物体の重量が加わって垂直力が生まれ、その力は建築物を伝わり橋脚に支えられる。桁橋は支間（支承と支承の間）をあまり長くできないので、長い桁橋では橋脚を多く立ててつないでいく。これには、1本の桁を2個の支点で支える単純桁橋を連ねる方法と、1本の桁を3個以上の支点で支える連続桁橋がある。単純桁橋は構造計算が簡単なのが利点である。一方、連続桁橋は構造計算は複雑になるが、同じ断面の単純桁橋よりも長い支間とすることが可能である。副次的な効果として床板のつなぎ目が少なくなるため、車両で渡る際の乗り心地が良くなる。また、地震などで橋脚の間隔が拡がってしまった場合、単純桁橋では桁が落ちてしまうが、連続桁橋ではその可能性は低い。さらに連続桁橋の構造から単純桁橋よりも丈夫さが増し、材料を節約することもできる。鉄道・道路など様々な高架線には桁橋がよく用いられるが、近年では連続桁橋が多い。
他の形式と比べると強度を保つために材料が多くなり、橋脚を余計に必要とする。そのため、大型の橋には適さない。しかし単純さゆえの利点もあり、最近ではかなり大型の橋にも桁橋が採用されている。
橋脚を建てづらい中央部ではトラスやアーチなど別の構造を採用して支間を長く取り、橋脚を建てやすい周辺部では単純桁橋を連ねる構造の橋も多い。
片方の桁を橋脚より伸ばしてカンチレバーとし、支持受けを設けそこに桁を乗せる構造の橋をゲルバー橋と呼び、桁橋であればゲルバー桁橋となる。

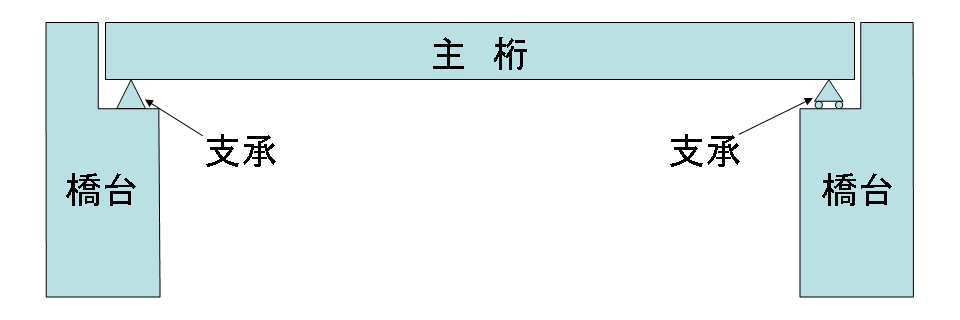
単純桁橋
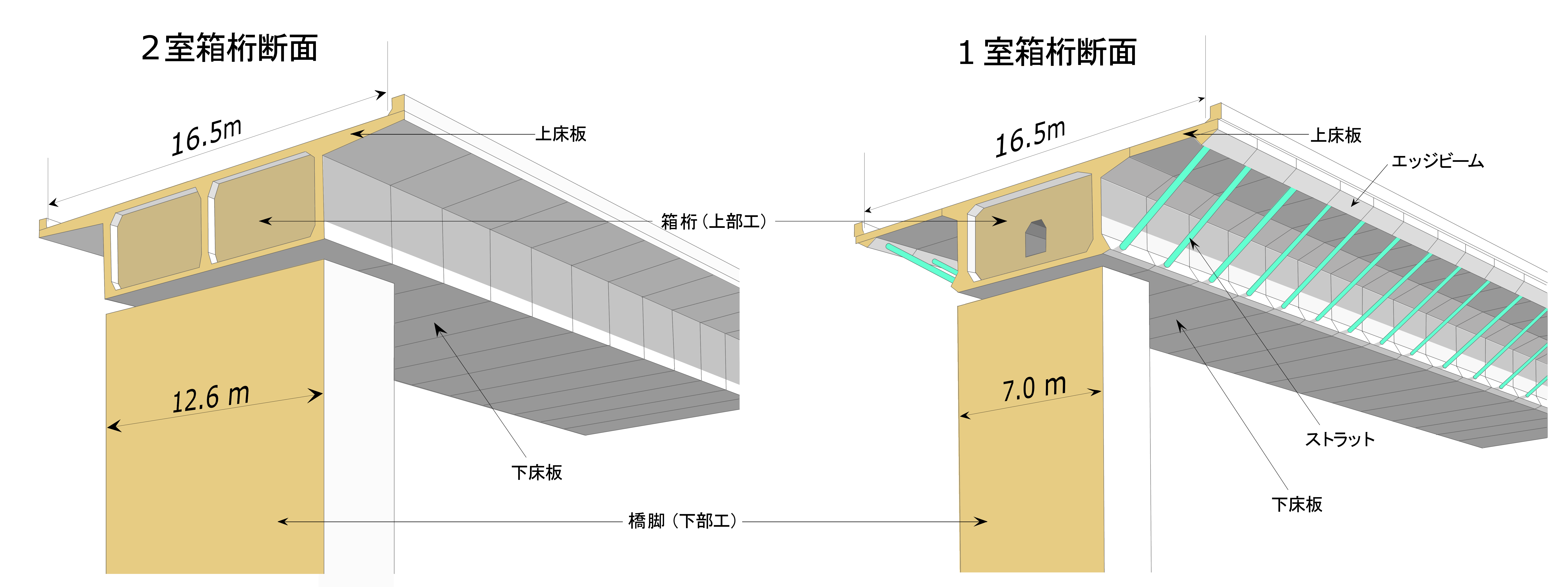
箱桁橋の構造
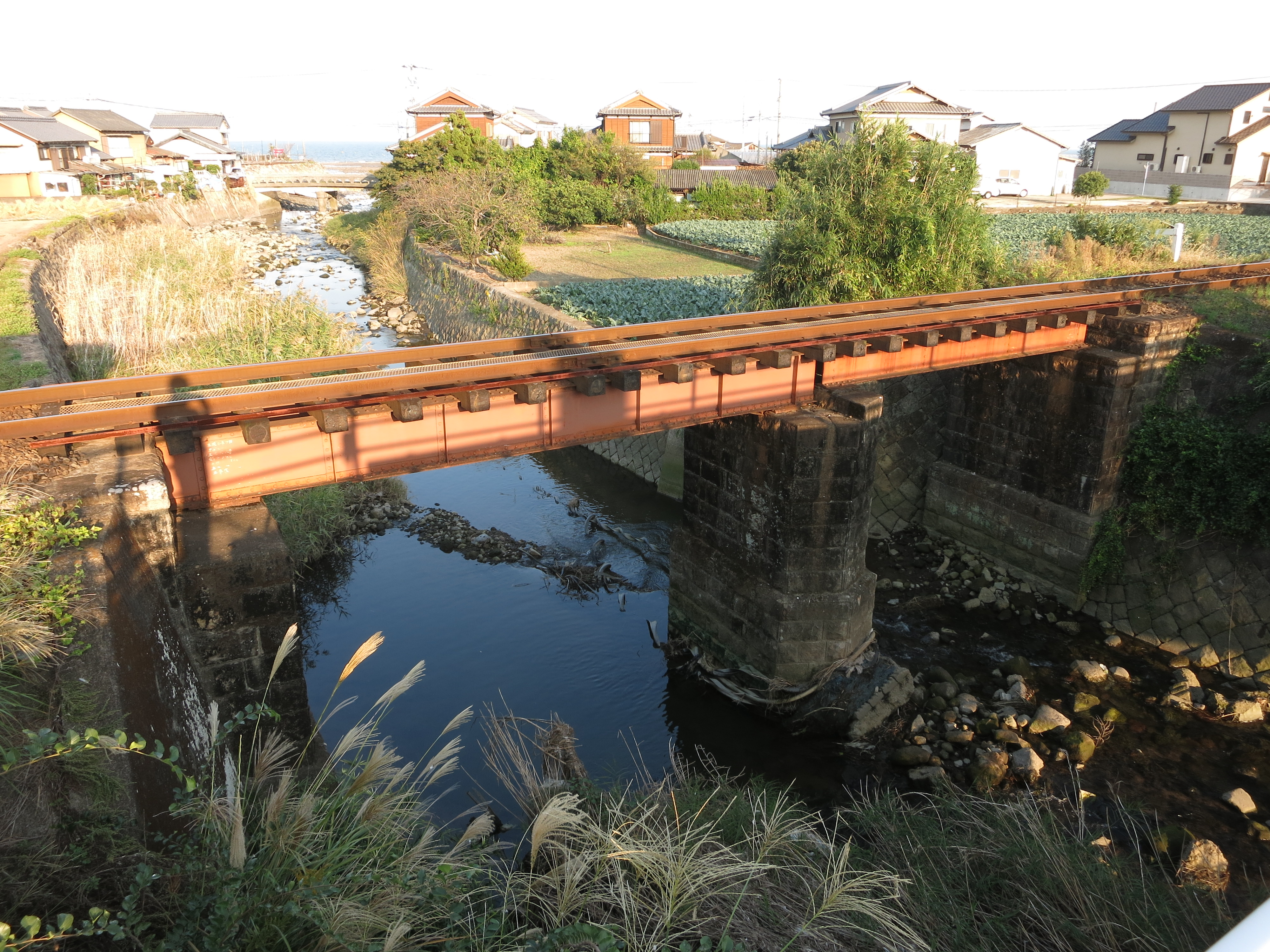
単線上路デッキガーダー橋（単純桁橋）島原鉄道。中央の橋脚の両側に高さの違う2本の桁橋が架かっている。
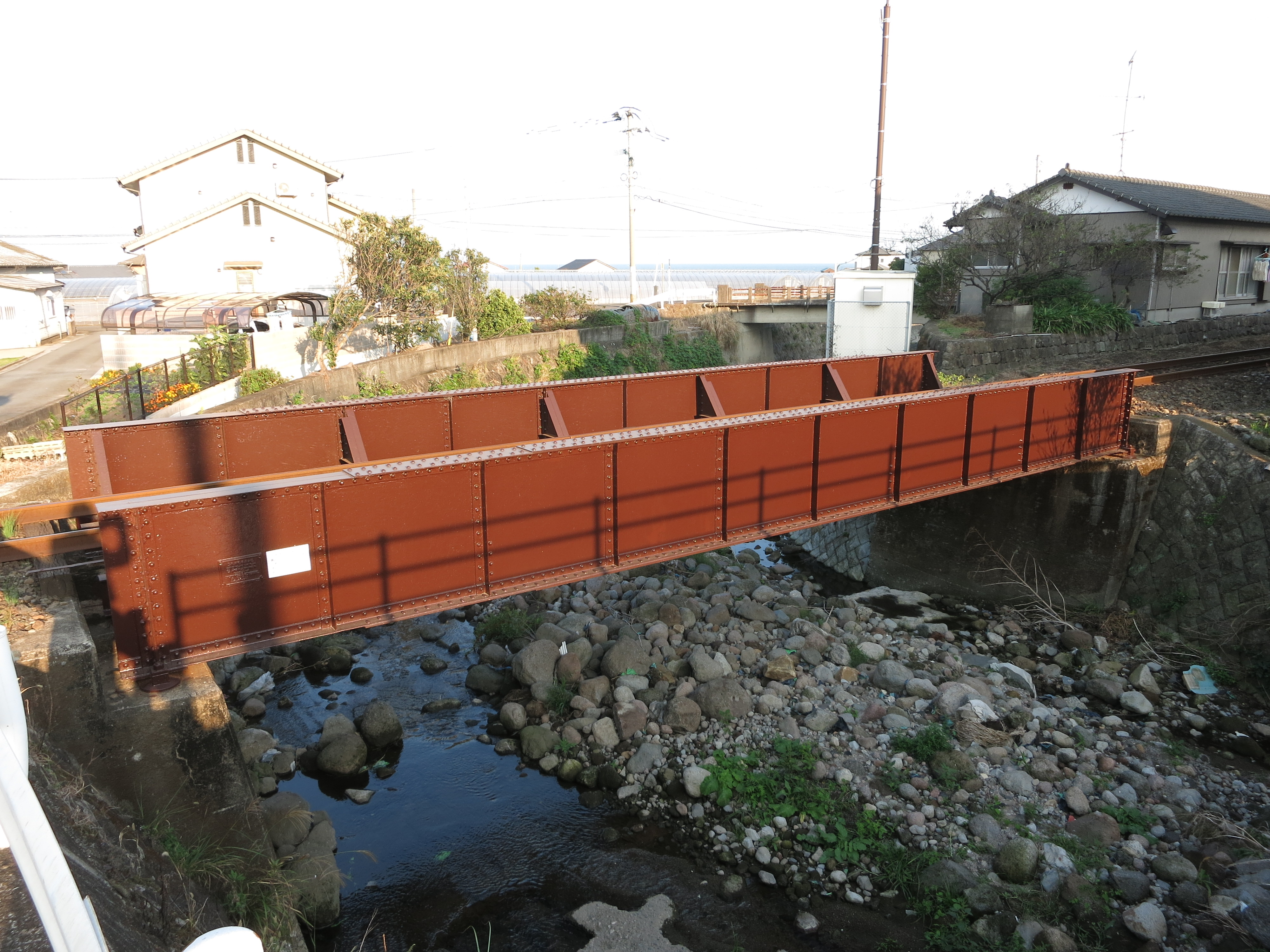
単線下路スルーガーダー橋 島原鉄道。スルーガーダーとすることにより、両端の橋桁のみで支えることが可能。
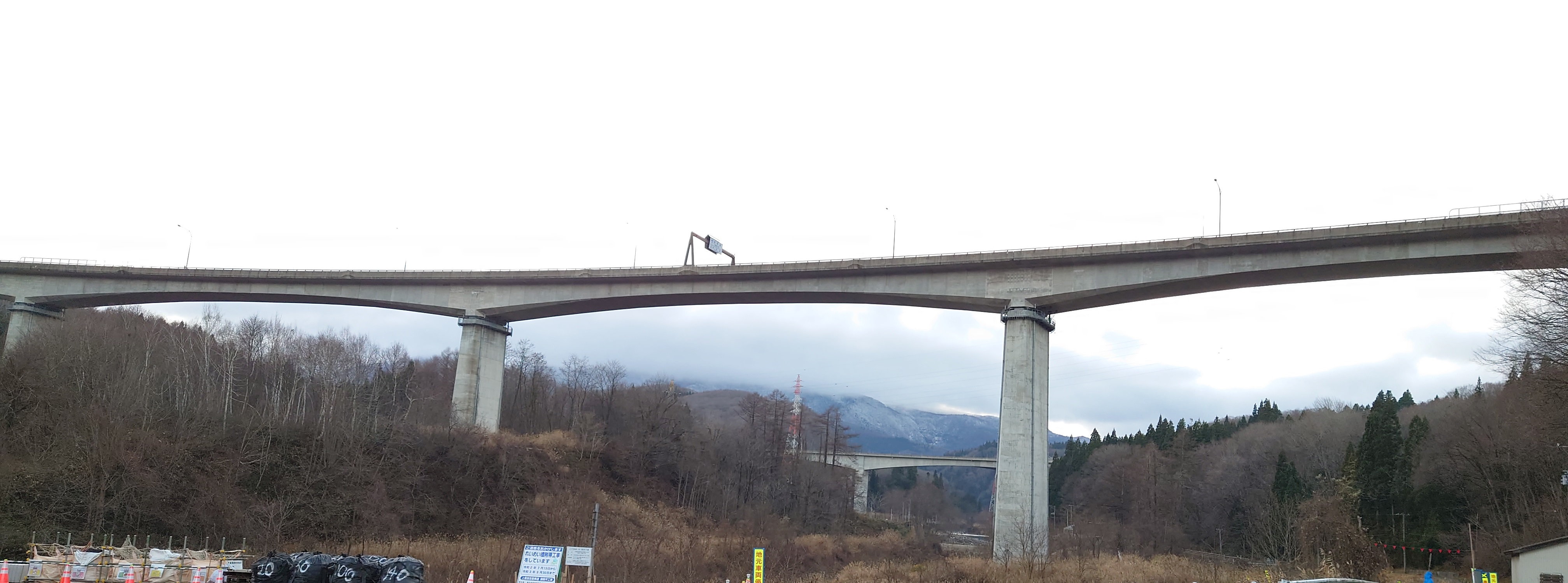
大規模なコンクリート連続箱桁橋（信越大橋）
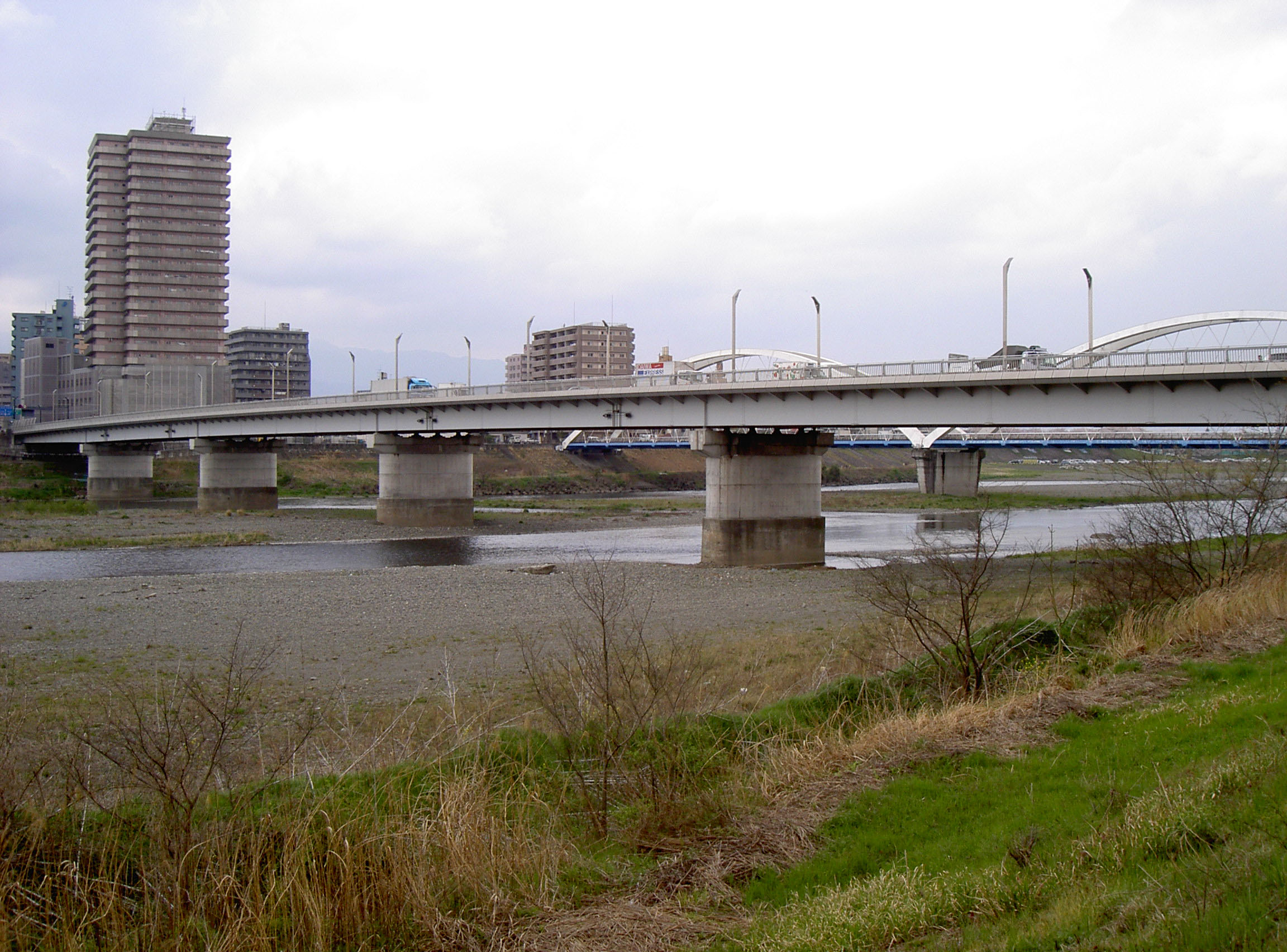
ゲルバー桁橋の例（相模大橋）

## 桁橋の部材
桁橋は主として、車両や橋自身の重さ（荷重）などに主として抵抗する主桁と路面を直接支える床版からなる。桁橋では「曲げ」によるたわみが発生し、主桁内部の上側に圧縮応力が発生、下側に引張応力が発生する。したがって上部の圧縮力に強い鉄筋コンクリート床版に桁の力も分担させることが多い。主桁は引張り力に強い鋼材かプレストレスト・コンクリートにする。桁はI形やT形あるいは箱形など、より少ない材料（断面積）で十分な剛性（断面2次モーメント）を確保できるような形状が選ばれる。床版は鉄筋コンクリート床版の他、より強度が必要なときはプレストレスト・コンクリート床版が用いられるほか、施工期間の短縮や薄型化が求められる場合には鋼床版も使われる。他に以下の補助材が適宜用いられる。主桁間が適切に荷重を分担できるようにする横桁や縦桁、橋の立体的な形状を保ち、風による横方向の荷重に抵抗する横構（よここう）や対傾構（たいけいこう）、座屈を防止する補剛材（ほごうざい）など多数の部材がある。
一般に長支間の桁橋ほど複雑な構造になる傾向がある。一方で短支間の桁橋には薄い主桁と床版が一体構造になった「床版橋」と呼ばれる形式がある。

## ギャラリー

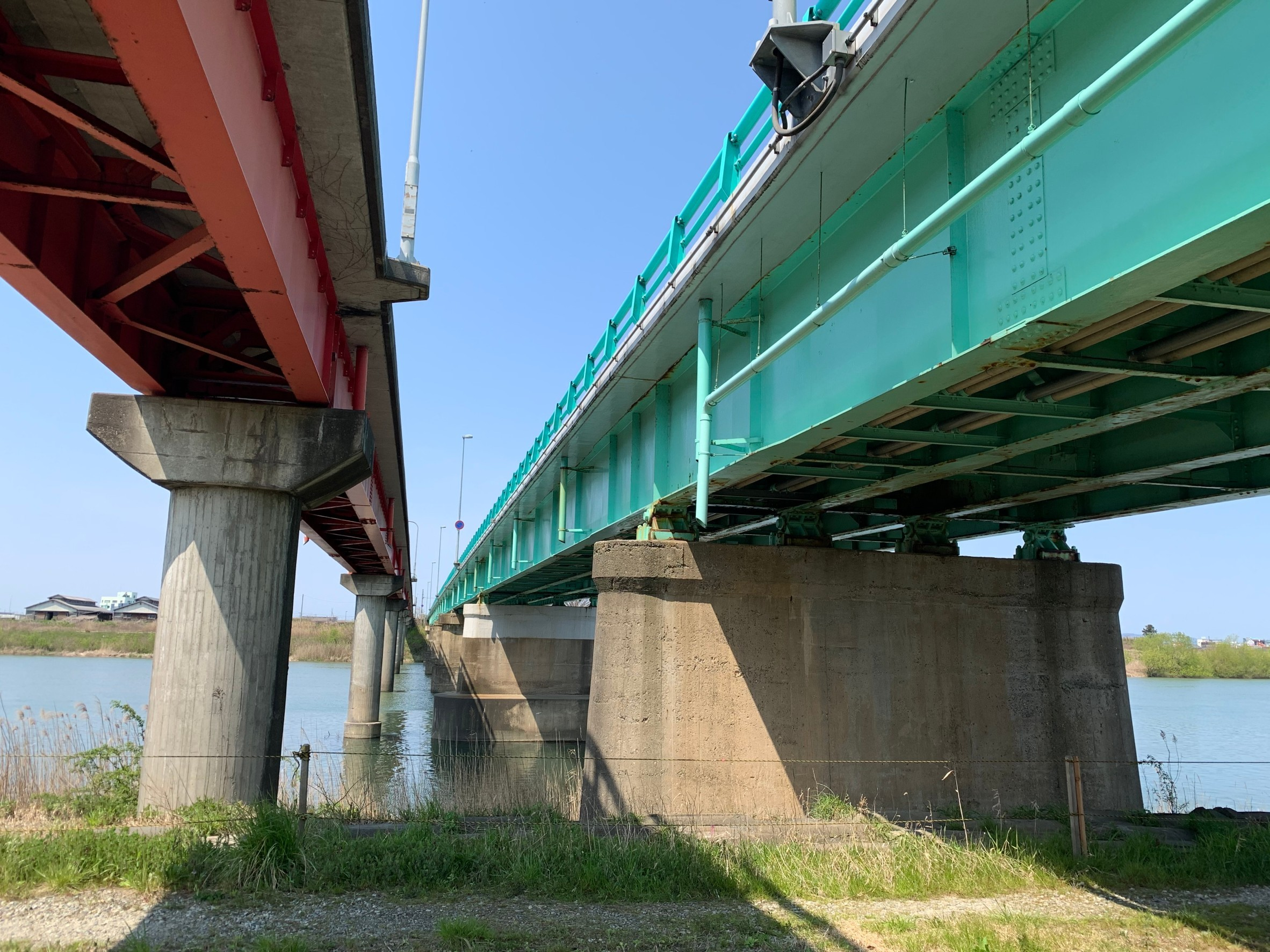
鈑桁橋（瑞雲橋）
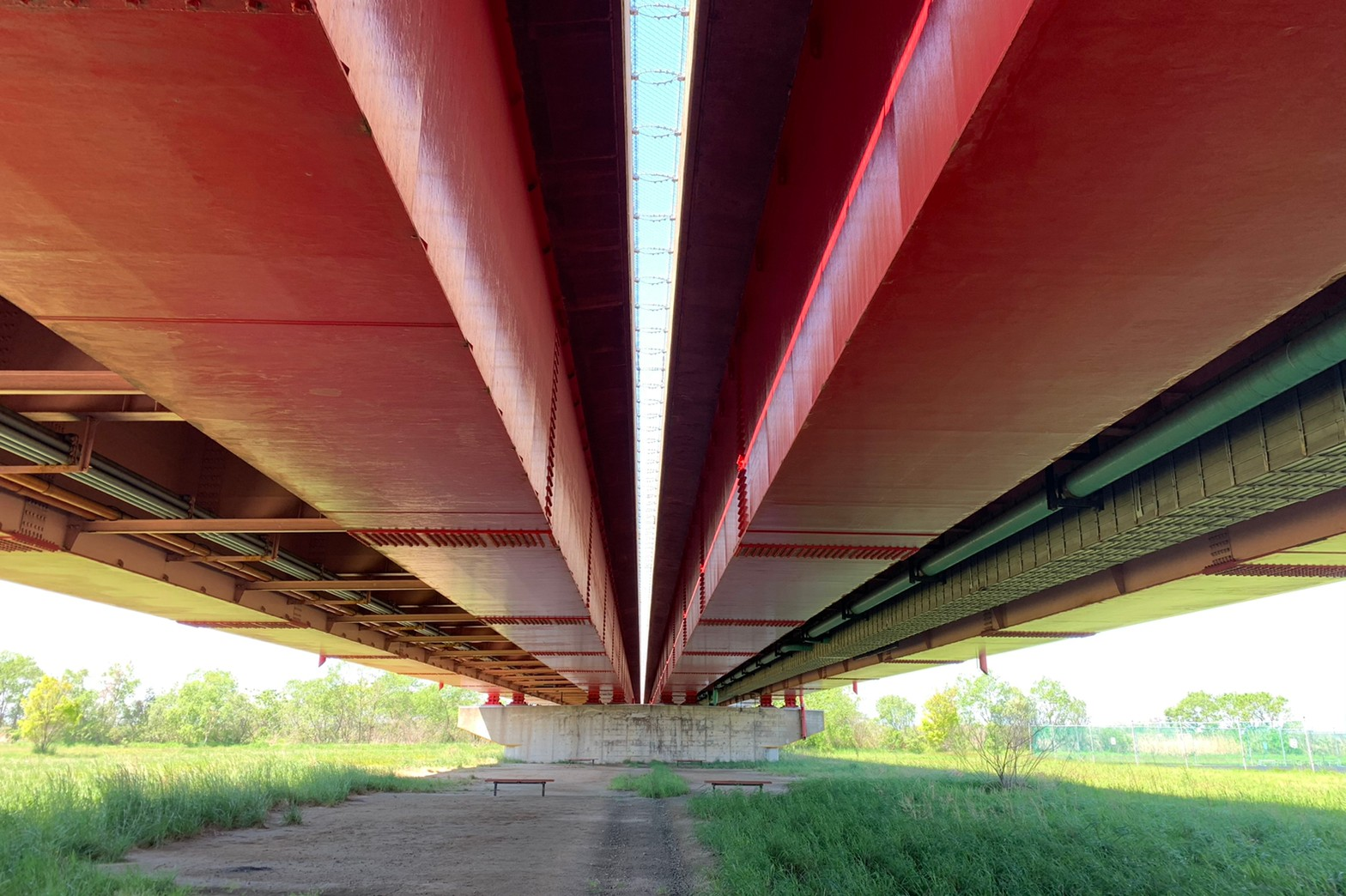
箱桁橋（阿賀野川大橋）